# Naturschutzgebiet Heimberg

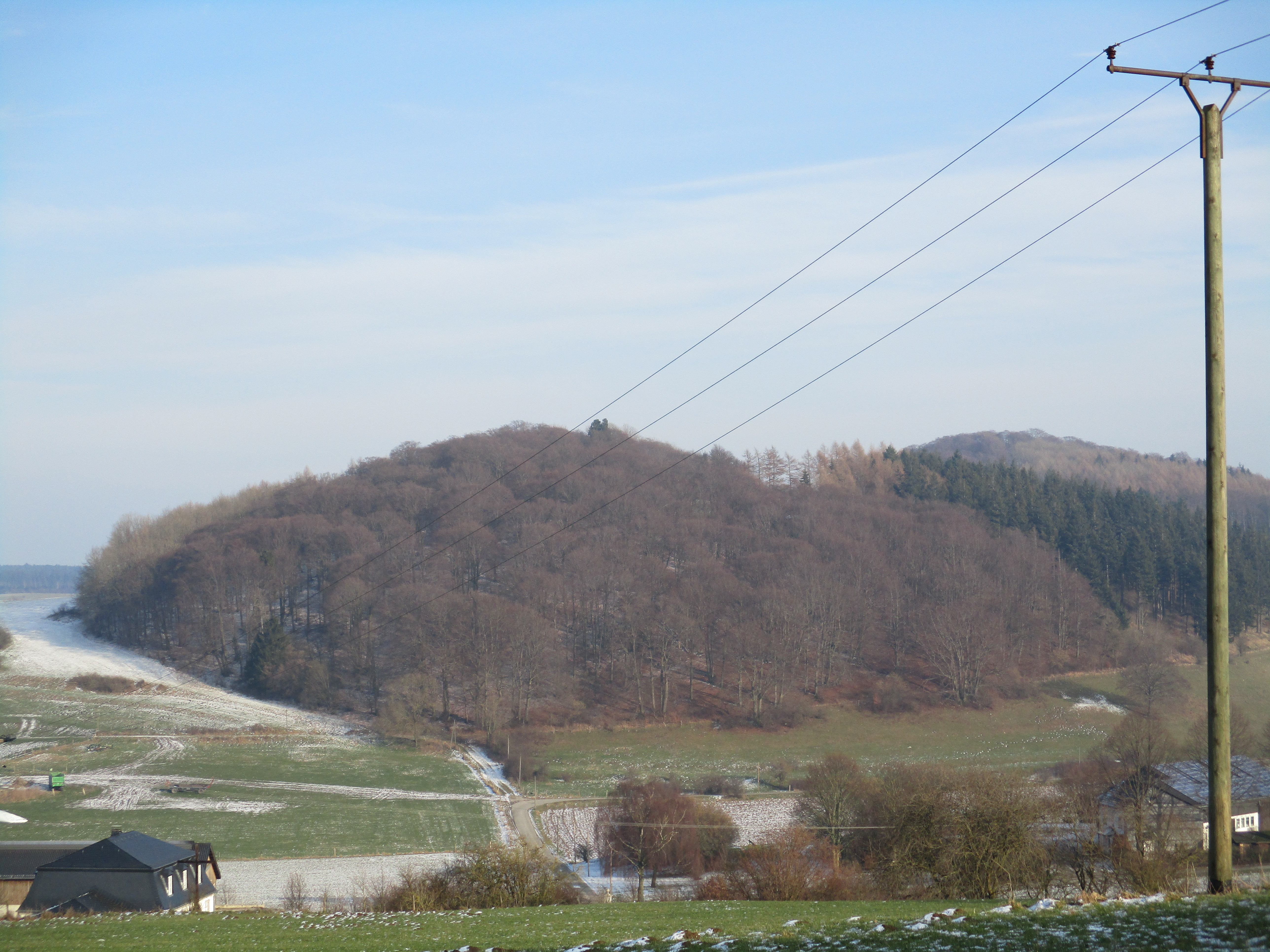
Nordbereich Naturschutzgebiet Heimberg

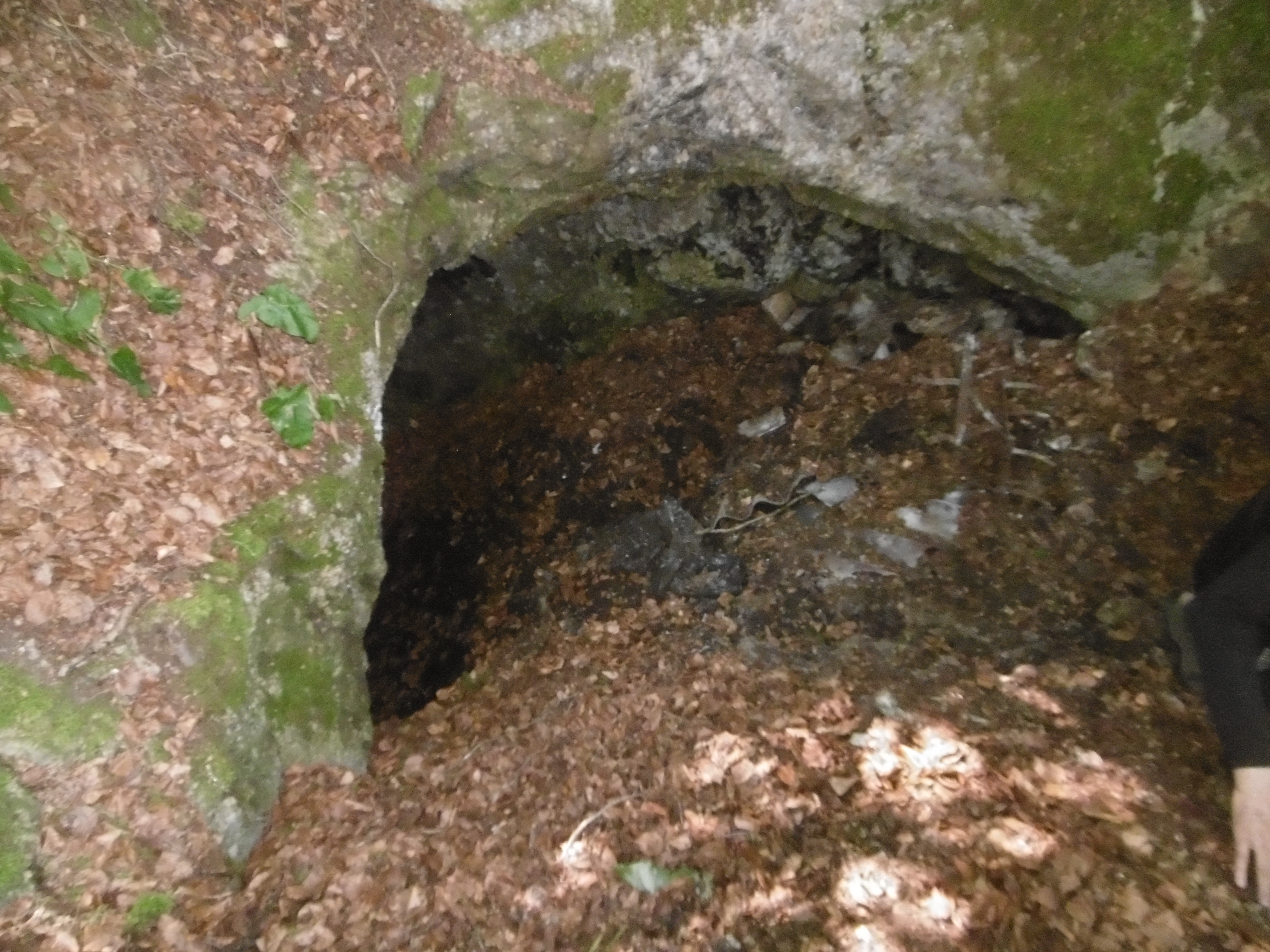
Eingang zu Bergwerksstollen

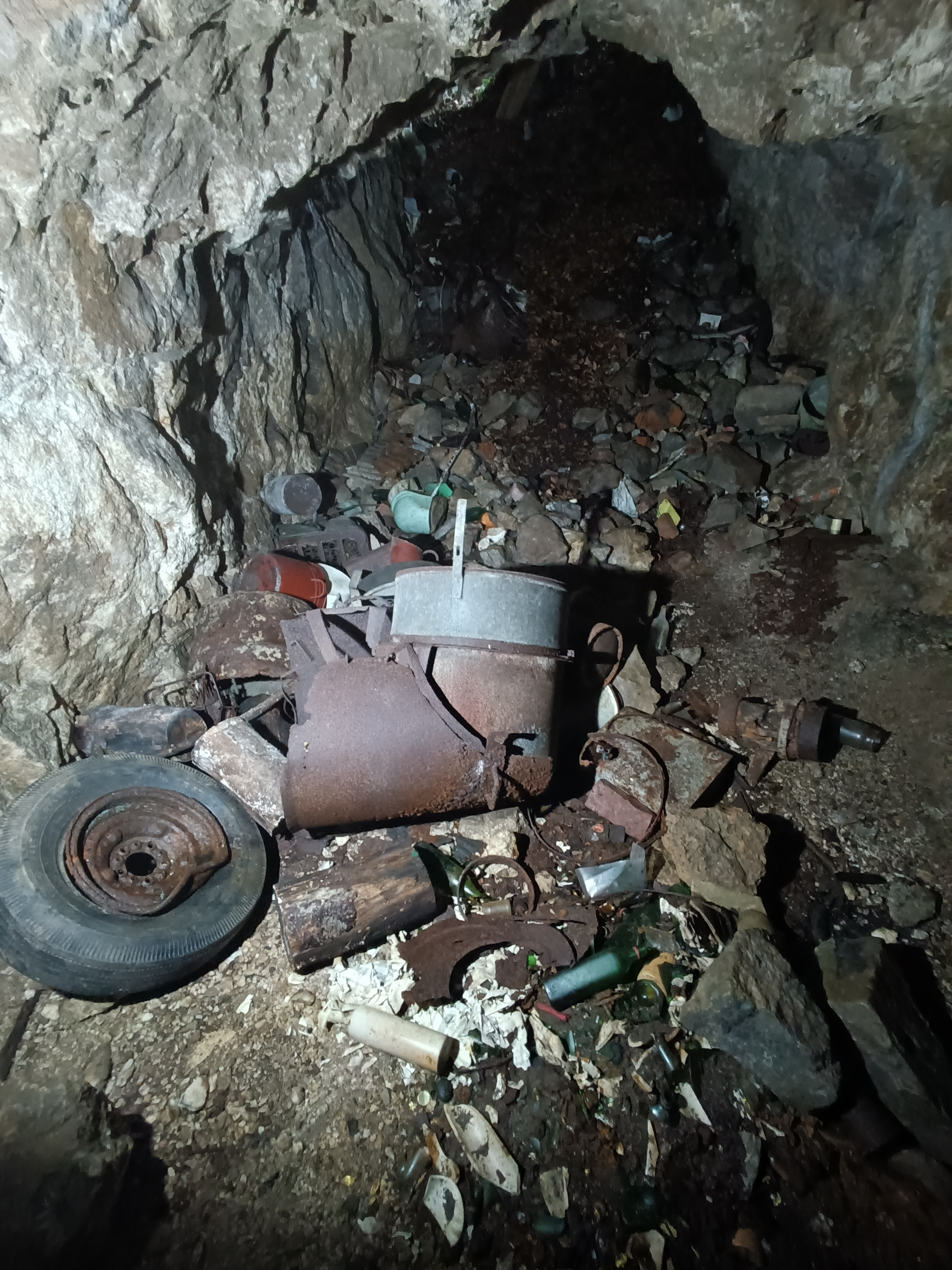
Bergwerksstollen mit Müll vor Räumung durch Landschaftspflegetrupp der Biologischen Station Hochsauerlandkreis

Das Naturschutzgebiet Heimberg mit einer Größe von 9,16 ha liegt östlich von Brilon. Das Gebiet wurde 2008 mit dem Landschaftsplan Briloner Hochfläche durch den Hochsauerlandkreis als Naturschutzgebiet (NSG) ausgewiesen. Es ist eines von 31 Naturschutzgebieten in Brilon, welche zur Gruppe der Kalkkuppen mit speziellen Verboten gehören. Das NSG besteht aus zwei Teilflächen die von einer Teilfläche vom Landschaftsschutzgebiet Offenland südöstlich Brilon getrennt werden. Im Gemeindegebiet von Bestwig gibt es ein gleichnamiges Naturschutzgebiet Heimberg (Bestwig). Das NSG gehört seit 2023 zum Vogelschutzgebiet Diemel- und Hoppecketal mit angrenzenden Wäldern.

## Gebietsbeschreibung
Beim NSG handelt es sich um die beiden Bergkuppen des Heimberges. An beiden Kuppen treten Felsen offen zu Tage. Die Felsen erreichen eine Höhe von fünf Meter. Auch ein ehemaliger Steinbruch liegt im Gebiet. Neben einem Rotbuchen- und Schluchtwald befinden sich Grünlandbereiche im NSG. Zum Grünland gehören auch artenreiche Magerrasen und Magergrünland. Dort kommt das Kleine Fünffleck-Widderchen vor.
Zwischen 1935 und 1965 wurde am östlichen Rand des Heimbergs bzw. NSG Heimberg Schwerspatgestein im sogenannten Heimbergstollen abgebaut. Der Heimbergstollen geht am Eingang etwa 10 Meter schräg nach unten. Ein kurzer Gang zweigt rechts vom Hauptstollen ab. Er ist nur wenige Meter lang. Der Hauptgang ist etwa 40 Meter lang. In beiden Gängen führen tiefe Spalten nach oben und an mehreren Stellen sind im Deckengewölbe kleine Dome ausgebrochen, was ideale Hangplätze für Mausohren und Teichfledermäuse sind. Es wurden maximal 26 überwinternde Fledermäuse gefunden. Davon waren 15 Große Mausohren, 4 Teichfledermäuse, 3 Bartfledermäuse, 2 Fransenfledermäuse und 2 Wasserfledermäuse nachgewiesen.
Das Landesamt für Natur, Umwelt und Verbraucherschutz Nordrhein-Westfalen dokumentierte im Biotopkataster Waldmeister-Buchenwald, Schlucht- und Hangschuttwälder sowie felsenreiche Wälder, Schlucht- und Hangmischwälder, Kalkfelsen mit Felsspaltenvegetation und naturnahe Kalk-Trockenrasen und deren Verbuschungsstadien mit Orchideen.

## Schutzzweck
Erhaltung des Magerrasens, Buchen- und Schluchtwaldes. Wie bei allen Naturschutzgebieten in Deutschland wurde in der Schutzausweisung darauf hingewiesen, dass das Gebiet „wegen der Seltenheit, besonderen Eigenart und Schönheit des Gebietes“ zum Naturschutzgebiet wurde. Der Landschaftsplan führt zum Schutzzweck auf: „Erhaltung und Optimierung von artenreichen Kalkbuchen- und Schluchtwaldgesellschaften sowie natürlichen und sekundären Felsbiotopen und eines strukturreichen Magergrünlands als Lebensräume von tlw. seltenen und gefährdeten Tier- und Pflanzenarten sowie als wichtige Teilflächen im regionalen Verbund ähnlicher Biotopstrukturen; Schutz von Relikten alten Bergbaus aus landeskundlichen sowie einer Bruchwand aus geowissenschaftlichen Gründen.“

## Verbote
Zu den normalen Verboten in Naturschutzgebieten kommen beim NSG Heimberg wie bei den anderen 30 Kalkkuppen zusätzliche Verbote hinzu. Es ist verboten, die Kalkkuppen zu düngen, zu walzen und zu schleppen. Es dürfen nicht mehr als zwei Großvieheinheiten pro Hektar gleichzeitig weiden. Ferner darf erst ab dem 1. Juli eines Jahres gemäht werden.